# مارگردن
مارگردن نام گروهی از پرندگان استوایی است که در تیره مارگردنان (نام علمی: Anhingidae) و سرده مارگردن‌ها (Anhinga) قرار دارند.
این نام به دلیل گردن بلند و باریک آن‌هاست که هنگام شنا در آب با بدنی غوطه‌ور یا هنگام حرکات جفت‌ها برای ایجاد پیوند، حالتی شبیه مار پیدا می‌کند. مارگردن‌ها آبزی هستند و بیشتر در آب‌های شیرین حضور دارند. آن‌ها گردنی بلند و به شکل «S» دارند با منقار نیزه‌مانند خود ماهی شکار می‌کنند. نر و ماده این پرندگان شکل هم هستند ولی منقار نرها اندکی بلندتر از ماده‌ها است. بال‌های این پرندگان بلند و کشیده به رنگ سیاه است. گردن، سر، و منقار رنگ قهوه‌ای دارند. شاهپرهای بال بلند. برای پرواز با سرعت مناسب هستند. دم مارگردن‌ها بلند است و روی بال‌هایشان رگه‌های سفید خاکستری دیده می‌شود.
این پرنده به هنگام شنا بدنش را در زیر آب نگه می‌دارد و گردنش به شکل ماری از آب بیرون است. مارگردن گردن دراز خود را به هر سو که بخواهد تکان می‌دهد. این پرنده در شنا و شیرجه رفتن در آب مهارتی زیاد دارد و ماهی‌ها را با سرعت صید می‌کند. مارگردن چون خطری را احساس کند به زیر آب می‌رود و در فاصله دوری از خطر از آب بیرون می‌آید.
تیرهٔ مارگردنان شامل چهار گونهٔ زنده است که سه گونه آن بسیار شایع و گسترده هستند، در حالی که چهارمی کمیاب‌تر بوده و به‌عنوان نزدیک تهدید توسط اتحادیه بین‌المللی حفاظت از طبیعت طبقه‌بندی شده است.

## توصیف

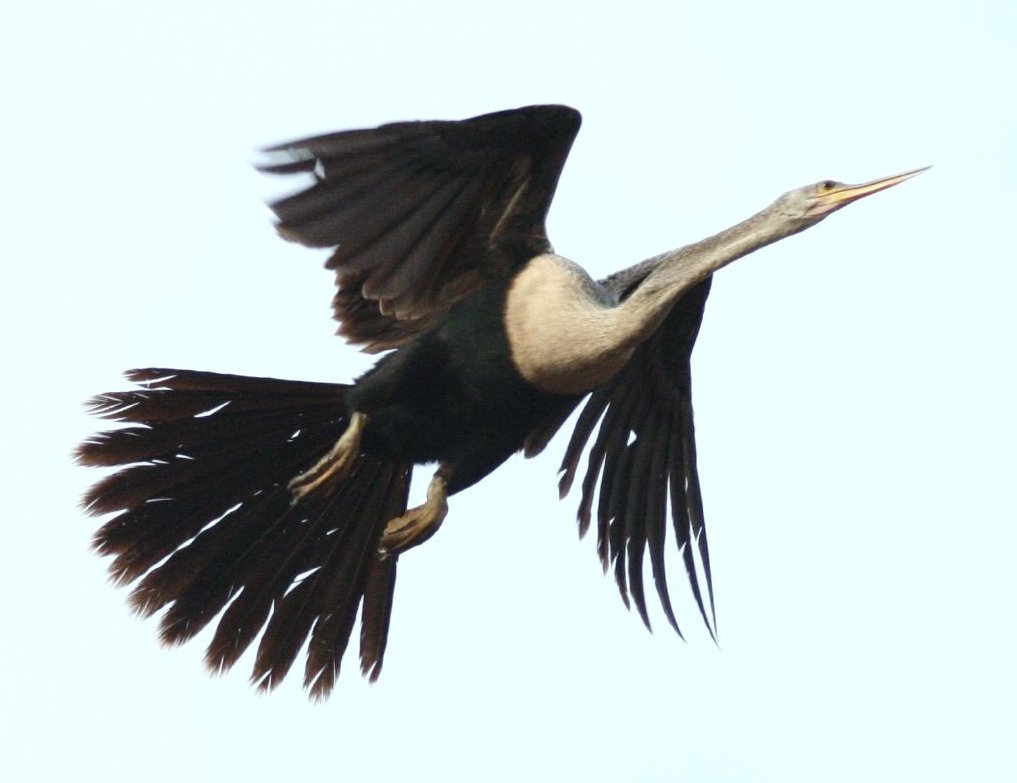
مارگردن آمریکایی ماده (A. anhinga) هنگام برخاستن

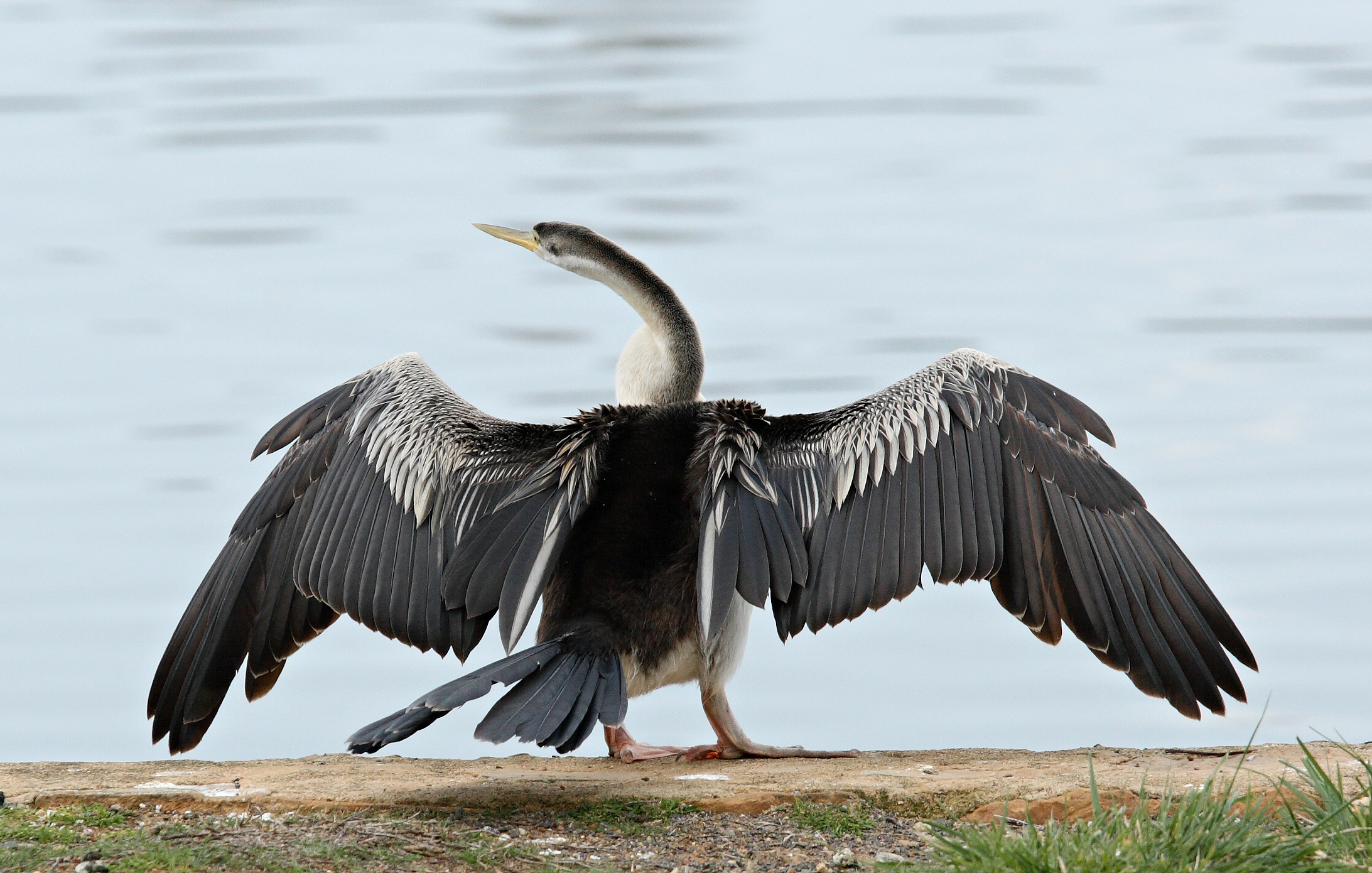
مارگردن استرالزی در حال خشک کردن بال‌های خود

مارگردن‌ها پرندگانی بزرگ با دوریختی جنسی در پوشش پرها هستند. آن‌ها حدود ۸۰ تا ۱۰۰ سانتیمتر (۲٫۶ تا ۳٫۳ فوت) طول دارند، طول بال‌هایشان حدود ۱۲۰ سانتیمتر (۳٫۹ فوت) است و وزنی حدود ۱٬۰۵۰ تا ۱٬۳۵۰ گرم (۳۷ تا ۴۸ اونس) دارند. نرها دارای پرهای سیاه و قهوه‌ای تیره هستند، تاج کوچکی روی گردن دارند و نوکی بزرگ‌تر از ماده‌ها دارند. ماده‌ها پرهای روشن‌تری دارند، به‌ویژه در گردن و زیر بدن، و کمی بزرگ‌تر از نرها هستند. هر دو جنس دارای خطوط خاکستری روی نوار شانه‌ای‌ها و پوش‌پرهای بالایی هستند. نوک تیز و دندانه‌دار دارند که لبه‌های آن دندانه‌دار است و کام آن‌ها از نوع همبسته بوده و سوراخ بینی خارجی ندارند. پای مارگردن‌ها کاملاً پرده‌دار است و پاهای آن‌ها کوتاه بوده و در قسمت عقب بدن قرار دارد.
در گونه‌های مختلف پرندگان، پوشش پر پرندهٔ نر در فصولی موقتاً ظاهر زینتی خود را از دست می‌دهد تا از خود محافظت کند یا انرژی خود را برای بازسازی پرهای جدید حفظ کند. مارگردن‌ها این حالت را ندارند، اما قسمت‌های بدون پر آن‌ها در طول سال از نظر رنگ متغیر است. در زمان تولیدمثل، پوست گلویی کوچک آن‌ها از صورتی یا زرد به سیاه تغییر می‌کند و پوست صورت که معمولاً زرد یا زرد مایل به سبز است، به رنگ فیروزه‌ای درمی‌آید. عنبیه نیز در فصول مختلف بین زرد، قرمز یا قهوه‌ای تغییر می‌کند. جوجه‌ها بدون پر متولد می‌شوند اما به‌زودی کرک‌پرهای سفید یا قهوه‌ای روشن می‌رویند.
مارگردن‌ها هنگام پرواز یا نشستن صدای کلیک یا غرغر ایجاد می‌کنند. در کلونی‌های زادآوری، پرنده‌های بالغ با صداهای خرخر، ناله یا کلیک با هم ارتباط برقرار می‌کنند. در زمان تولیدمثل، بالغ‌ها گاهی صداهای caw یا ناله‌های کشیده یا صدای هیس می‌دهند. پرندهها با صداهای جیغ یا غرغر با هم ارتباط برقرار می‌کنند.

## پراکندگی و بوم‌شناسی

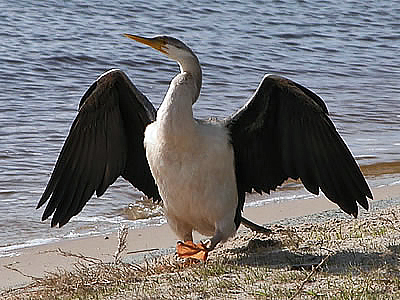
مارگردن استرالزی ماده (Anhinga novaehollandiae) در حال خشک کردن بال‌هایش

مارگردن‌ها عمدتاً در مدارگان زندگی می‌کنند و تا جنب‌مدارگان و مناطق مناطق معتدل گرم نیز گسترش دارند. معمولاً در آب شیرین دریاچه‌ها، رودخانه‌ها، تالاب‌ها، مرداب‌ها و باتلاق‌ها زندگی می‌کنند و کمتر در مناطق ساحلی با آب نیمه‌شور مانند خورها، خلیج‌ها، کولاب‌ها و حراها یافت می‌شوند. بسیاری از آن‌ها بومی هستند و مهاجرت پرندگان نمی‌کنند، اگرچه جمعیت‌هایی که در مناطق خنک‌تر زندگی می‌کنند ممکن است مهاجرت کنند. شیوه پرواز پرندگان آن‌ها بیشتر اوج‌گیری و سُر خوردن در هوا است. در پرواز بال‌زدن، حرکات آن‌ها سنگین است. روی خشکی، با قدم‌های بلند راه می‌روند و بال‌ها را برای تعادل باز نگه می‌دارند، درست مانند پلیکان‌ها. معمولاً در گله‌هایی با تعداد حدود ۱۰۰ پرنده گرد هم می‌آیند و اغلب با لک‌لک‌ها، حواصیل‌ها یا اکراس‌ها معاشرت می‌کنند، اما در هنگام زادآوری بسیار قلمروطلب هستند و به‌ویژه نرها به هر پرنده‌ای که در نزدیکی آشیانه‌شان بیاید، حمله می‌کنند. مارگردن خاوری (A. melanogaster) نزدیک تهدید طبقه‌بندی شده است. نابودی زیستگاه و سایر مداخلات انسانی مانند جمع‌آوری تخم‌ها و استفاده بیش‌ازحد از آفت‌کش‌ها دلایل اصلی کاهش جمعیت مارگردن‌هاست.

### رژیم غذایی

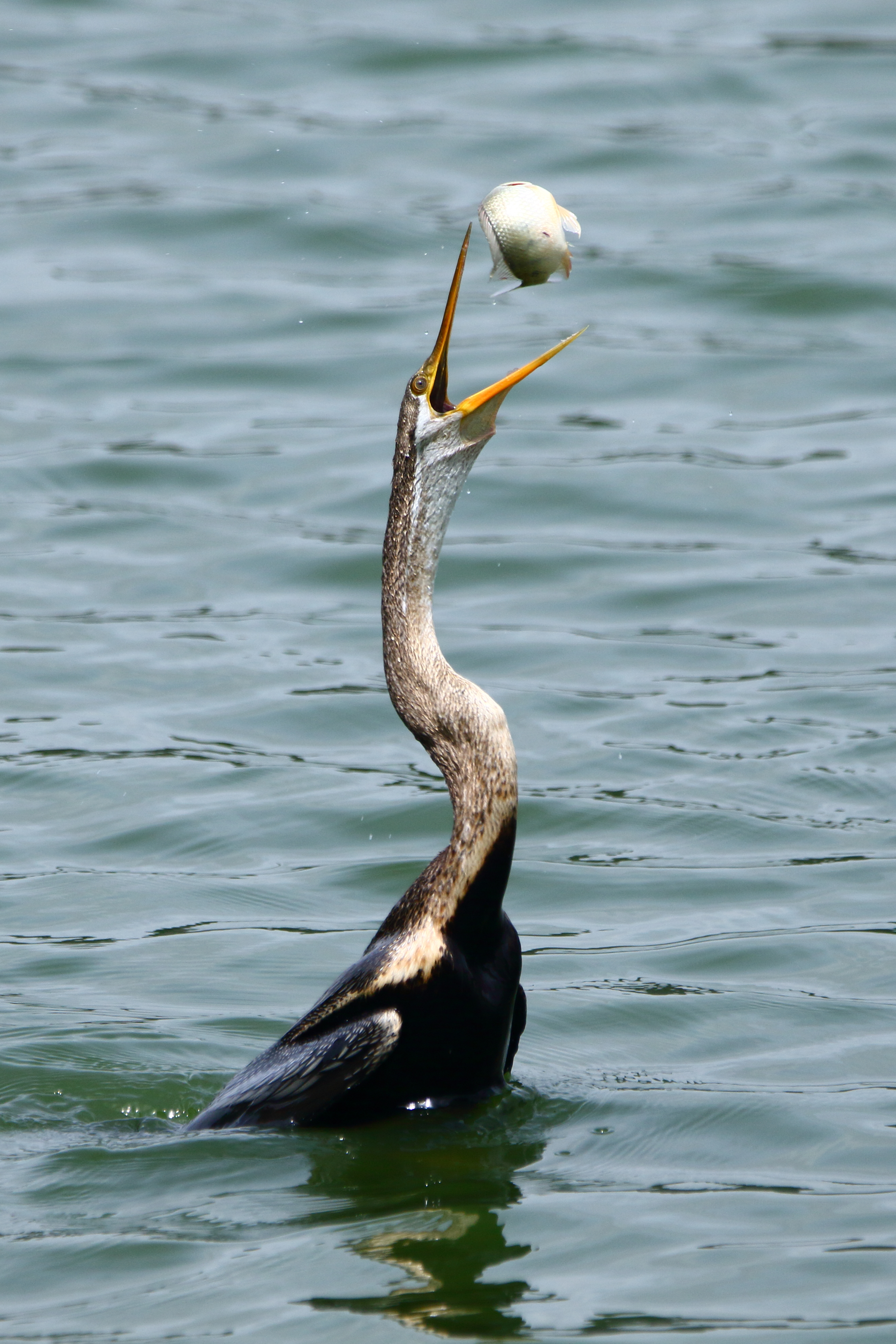
مارگردن در حال پرتاب طعمه به هوا و بلعیدن آن، هند

مارگردن‌ها عمدتاً از ماهی‌های میان‌جثه تغذیه می‌کنند؛ به‌ندرت نیز از سایر آبزیان مهره‌دار و بی‌مهرگان بزرگ تغذیه می‌کنند. این پرندگان با استفاده از پاهای خود در آب حرکت می‌کنند و به‌طور مخفیانه شکار را تعقیب و غافلگیر می‌کنند؛ سپس با نوک تیز خود شکار را می‌گیرند. آن‌ها شکار را به سطح آب آورده و به هوا پرتاب می‌کنند و دوباره آن را می‌گیرند تا سر شکار را به سمت پایین بلع کنند. همانند باکلان‌ها، غده پرآرایی کم‌کار دارند و پرهایشان در هنگام شیرجه خیس می‌شود. برای خشک کردن پرها پس از شنا، به مکان امنی می‌روند و بال‌های خود را باز می‌کنند. مارگردن‌ها همه شاه‌پرها و پرهای ثانویه خود را همزمان می‌ریزند و در این مدت موقتاً قادر به پرواز نیستند، اگرچه برخی ممکن است پوست‌اندازی ناقصی داشته باشند.

### شکارگری
شکارگران مارگردن‌ها عمدتاً گوشت‌خواران بزرگی مانند گنجشک‌سانان از جمله غراب استرالیایی (Corvus coronoides) و کلاغ هندی (Corvus splendens)، و پرنده شکاری همچون marsh harrierها (Circus aeruginosus complex) یا عقاب دریایی پالاس (Haliaeetus leucoryphus) هستند. همچنین شکار توسط گاندوها تمساحان نیز گزارش شده است. اما بسیاری از شکارگران احتمالی از تلاش برای شکار مارگردن اجتناب می‌کنند. گردن بلند و نوک تیز آن‌ها به همراه سازوکار «نیزه‌مانند» باعث می‌شود که این پرندگان حتی برای پستانداران گوشت‌خوار بزرگ نیز خطرناک باشند و آن‌ها نه‌تنها به‌طور منفعل از خود دفاع نمی‌کنند بلکه برای حمله به مزاحم به سمت او حرکت می‌کنند.

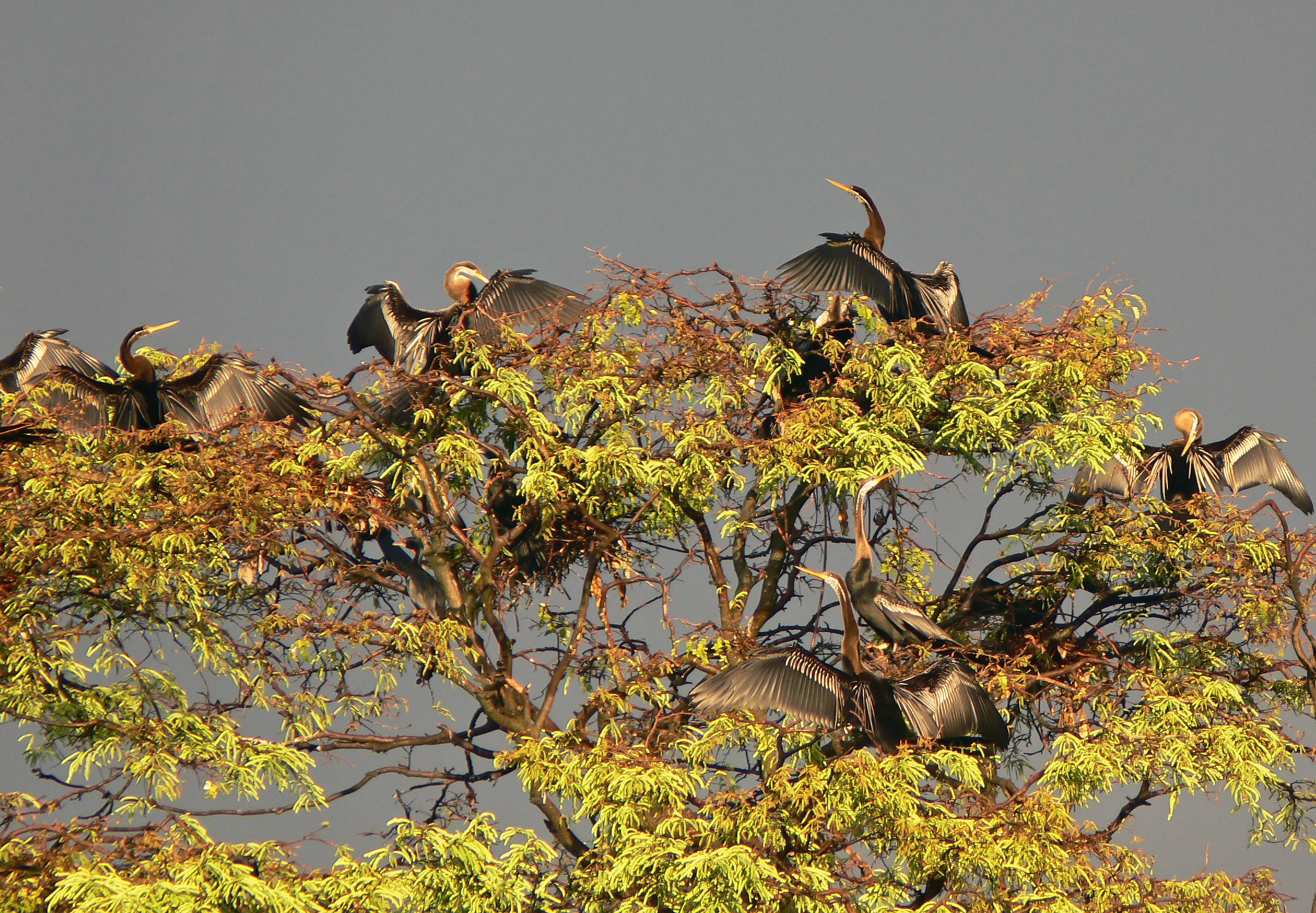
کلونی آشیانه‌سازی مارگردن خاوری در کالتومکارا (کرالا، هند)

### زادآوری
مارگردن‌ها معمولاً در کلونی‌هایی تولید مثل می‌کنند که گاهی با باکلان‌ها یا حواصیل‌ها مشترک است. مارگردن‌ها پیوند تک‌همسری را حداقل برای یک فصل تولید مثل حفظ می‌کنند. برای جفت‌گیری از انواع مختلف نمایشگری استفاده می‌کنند. نرها برای جلب ماده‌ها با بالا بردن (بدون کشیدن) بال‌ها و تکان دادن آن‌ها به‌صورت متناوب، خم شدن و ضربه زدن با نوک یا دادن شاخه به جفت احتمالی، اقدام می‌کنند. برای تقویت پیوند جفت، شرکا با هم نوک‌هایشان را به هم می‌مالند یا بال‌ها و گردن‌های خود را به‌صورت هماهنگ بالا برده یا خم می‌کنند. وقتی یکی از جفت‌ها برای تعویض دیگری به آشیانه می‌آید، نرها و ماده‌ها همان نمایشی را که نر در زمان جفت‌یابی به کار می‌برد، تکرار می‌کنند؛ در این زمان ممکن است پرندگان هنگام جابه‌جایی به یکدیگر «خمیازه» بکشند.

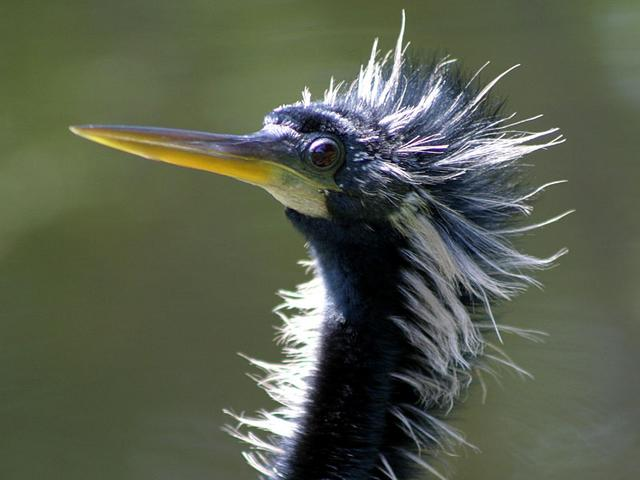
مارگردن آمریکایی نر (A. anhinga) در پوشش پر تولید مثلی

تولید مثل در انتهای شمالی محدوده آن‌ها فصلی (معمولاً در مارس/آوریل) است؛ اما در سایر مناطق در تمام طول سال دیده می‌شود. آشیانه از شاخه‌ها ساخته شده و با برگ‌ها پوشانده می‌شود؛ این آشیانه‌ها معمولاً روی درختان یا نی‌زارها و نزدیک آب ساخته می‌شوند. معمولاً نر مواد آشیانه‌سازی را جمع‌آوری کرده و به ماده می‌دهد که بیشتر کار ساخت را انجام می‌دهد. ساخت آشیانه تنها چند روز طول می‌کشد (حداکثر حدود سه روز) و جفت‌ها جفت‌گیری در محل آشیانه انجام می‌دهند. اندازه دسته‌تخم دو تا شش تخم پرنده است (معمولاً حدود چهار عدد) که رنگی سبز روشن دارند. تخم‌ها در فاصله ۲۴–۴۸ ساعت گذاشته می‌شوند و برتخم‌نشینی برای ۲۵ تا ۳۰ روز، از زمان گذاشتن اولین تخم آغاز می‌شود؛ تخم‌ها به‌طور ناهمزمان باز می‌شوند. برای گرم نگه داشتن تخم‌ها، والدین آن‌ها را با پاهای پرده‌دار بزرگ خود می‌پوشانند، زیرا مانند خویشاوندانشان فاقد لکه کرچی هستند. آخرین جوجه‌ای که از تخم خارج می‌شود معمولاً در سال‌هایی که غذا کم است، گرسنه می‌ماند. فرزندپروری توسط هر دو والد به جوجه‌ها داده می‌شود و آن‌ها را به‌عنوان جوجه‌های دیررس در نظر می‌گیرند. در ابتدا با بالاآوری غذای نیمه‌گوارده تغذیه می‌شوند و با رشد بیشتر، غذای کامل دریافت می‌کنند. پس از پروازی‌شدن، جوجه‌ها برای حدود دو هفته دیگر تغذیه می‌شوند تا خودشان شکار کردن را یاد بگیرند.
این پرندگان در حدود دو سالگی به بلوغ جنسی می‌رسند و معمولاً تا حدود نه سال عمر می‌کنند. حداکثر طول عمر مارگردن‌ها حدود شانزده سال به نظر می‌رسد.
تخم‌های مارگردن‌ها خوراکی و از نظر برخی افراد خوش‌طعم هستند؛ این تخم‌ها به‌صورت محلی توسط انسان‌ها برای غذا جمع‌آوری می‌شوند. پرندگان بالغ نیز گاهی مصرف می‌شوند، زیرا آن‌ها پرندگانی گوشتی هستند (قابل مقایسه با مرغابی اهلی)؛ اما مانند سایر پرندگان ماهی‌خوار مانند باکلان‌ها یا اردک‌تباران دریایی طعم چندان خوبی ندارند. تخم‌ها و پرنده‌ها در برخی مناطق برای پرورش جوجه‌ها جمع‌آوری می‌شوند. گاهی این کار برای غذا انجام می‌شود، اما برخی از عشایر کوچ‌نشین در آسام و بنگال مارگردن‌های اهلی را آموزش می‌دهند تا مانند ماهیگیری باکلانی استفاده شوند. با افزایش سکونت عشایر در دهه‌های اخیر، این میراث فرهنگی در معرض خطر از بین رفتن قرار دارد. از سوی دیگر، همان‌طور که ریشه‌شناسی واژه "anhinga" در ادامه نشان داده شده است، توپی‌ها مارگردن‌ها را نوعی پرنده شوم می‌دانسته‌اند.

## آرایه‌شناسی و فرگشت

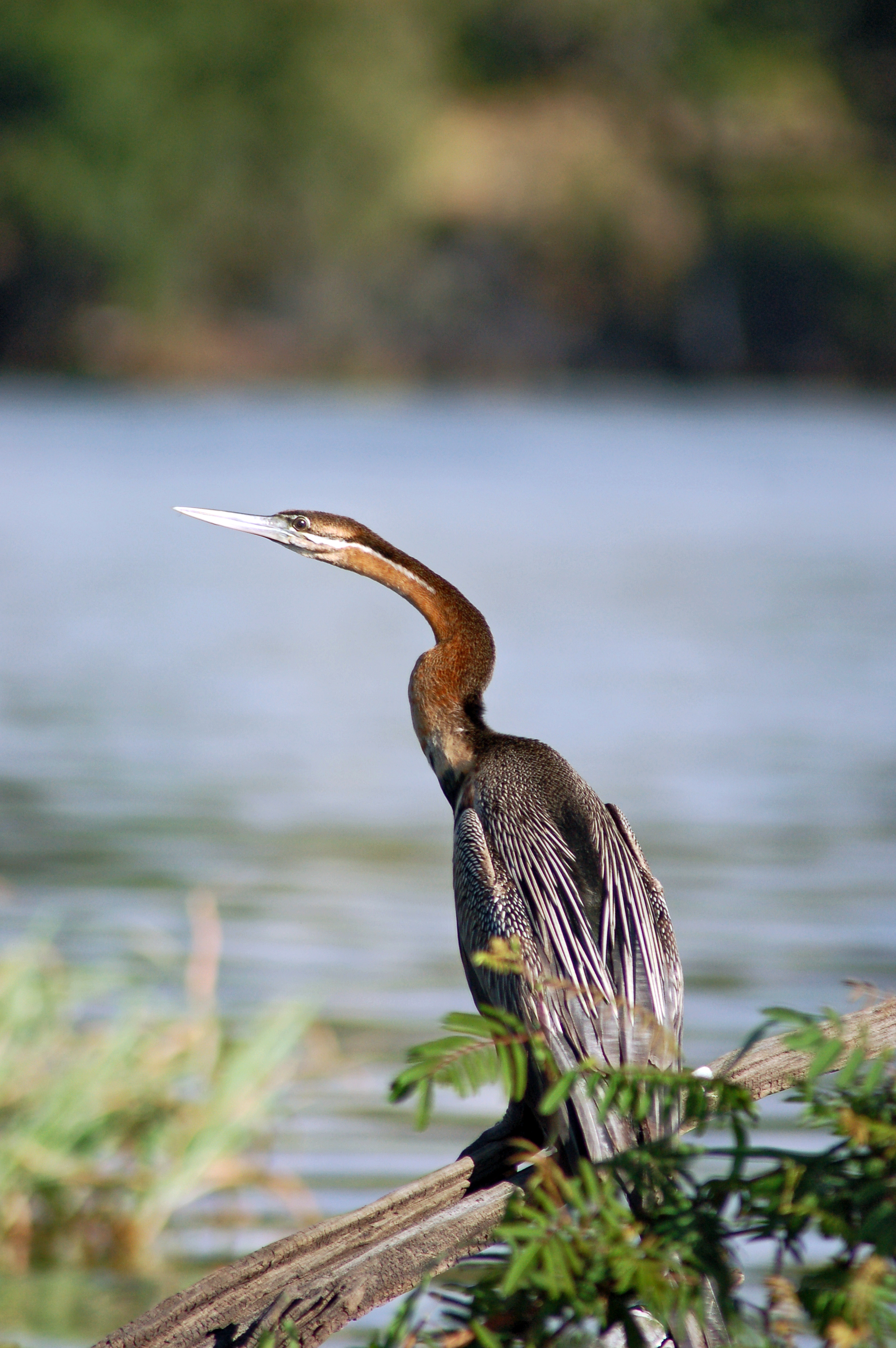
مارگردن آفریقایی در کنار رودخانه کواندو، بوتسوانا

سردهٔ مارگردن (Anhinga) در سال ۱۷۶۰ توسط جانورشناس فرانسوی، ماتورن ژاک بریسون معرفی شد. گونهٔ مارگردن آمریکایی (Anhinga anhinga) به‌عنوان گونهٔ نماد این سرده انتخاب شد. نام Anhinga از واژهٔ ajíŋa در زبان‌های توپیایی–گوارانی گرفته شده است که در اسطوره‌شناسی محلی به معنای «روح جنگلی شرور» یا «پرندهٔ شیطان» است. این نام بعدها به anhingá یا anhangá تغییر یافت و وارد زبان پرتغالی شد. بااین‌حال، اولین استفادهٔ ثبت‌شده از این نام به زبان انگلیسی در سال ۱۸۱۸ برای مارگردن‌های جهان قدیم بود. از آن زمان، این نام برای کل سردهٔ امروزی آهینگا نیز به‌کار می‌رود.
خانوادهٔ مارگردن‌ها ارتباط نزدیکی با خانواده‌های دیگر در بوبی‌سانان (Sulae) دارد، از جمله باکلان‌ها (Phalacrocoracidae) و بوبیان‌ها (Sulidae). مارگردن‌ها و باکلان‌ها از نظر استخوان‌بندی بدن و پاها شباهت زیادی دارند و ممکن است گروه خواهر باشند. در حقیقت، برخی از فسیل‌های مارگردن در ابتدا به‌اشتباه به‌عنوان باکلان‌ها شناسایی شده بودند. در گذشته، برخی نویسندگان مارگردن‌ها را زیرمجموعه‌ای از باکلان‌ها در خانوادهٔ Phalacrocoracidae می‌دانستند، اما امروزه این دیدگاه به‌عنوان درهم‌گرا در نظر گرفته می‌شود. بااین‌حال، شواهد فسیلی این ارتباط را تا حدی تأیید می‌کنند و برخی از محققان خانواده‌های Anhingidae و Phalacrocoracidae را در یک فراخانواده به نام Phalacrocoracoidea ادغام می‌کنند.
گروه بوبی‌سانان از نظر رفتارهای خاص نمایشی نیز شباهت دارند که با درخت تبارزایی حاصل از داده‌های کالبدشناسی و توالی دی‌ان‌ای همخوانی دارد. مارگردن‌ها بسیاری از رفتارهای نمایشی را ندارند که این ویژگی با گانت‌ها مشترک است، اما این رفتارها در پرندگانی مانند سینه‌بادکنک‌ها، نوک‌سرخ‌ها و پلیکان‌ها دیده نمی‌شود. مارگردن‌ها مانند باکلان‌ها از استخوان لامی برای کشیدن پوست گلویی در نمایش‌های خود استفاده می‌کنند.
نمایش بال‌های باز توسط نرها احتمالاً یک ویژگی مشترک در میان بوبی‌سانان است. درحالی‌که مارگردن‌ها در حین نمایش مچ‌های خمیده خود را حفظ می‌کنند (مشابه باکلان‌ها)، تکان دادن متناوب بال‌ها که قبل از پرواز انجام می‌دهند، کاملاً منحصر به فرد است. همچنین، حفظ تعادل با بال‌های باز در هنگام راه رفتن احتمالاً یک ویژگی خاص مارگردن‌ها است که به دلیل جثهٔ چاق‌تر آن‌ها نسبت به سایر اعضای بوبی‌سانان ضروری شده است.
گروه بوبی‌سانان به‌طور سنتی در پلیکان‌سانان (Pelecaniformes) قرار داشت که یک گروه پیراتبار از «آب‌مرغان برتر» بود. اما اکنون مشخص شده است که ویژگی‌های مشترک فرضی مانند انگشتان پرده‌دار و پوست گلویی بدون پر نتیجهٔ فرگشت هم‌گرا هستند. به نظر می‌رسد پلیکان‌ها به لک‌لک‌ها نزدیک‌تر از گروه بوبی‌سانان باشند؛ بنابراین، بوبی‌سانان و فریگیت‌بردها همراه با برخی خویشاوندان پیشاتاریخ، به‌طور فزاینده‌ای در راستهٔ بوبی‌ریختان (Suliformes) دسته‌بندی می‌شوند که گاهی با نام Phalacrocoraciformes نیز شناخته می‌شود.

### گونه‌های زنده
چهار گونه زنده از مارگردن‌ها در سرده Anhinga شناسایی شده‌اند، اگرچه گونه‌های جهان قدیم اغلب به‌عنوان زیرگونه‌های A. melanogaster دسته‌بندی می‌شدند. این گونه‌ها ممکن است یک تافته گونه‌ای نسبت به مارگردن متمایزتر ایجاد کنند:

## گونه‌ها
- مارگردن خاوری، Anhinga melanogaster
- مارگردن آمریکایی، Anhinga anhinga
- مارگردن آفریقایی، Anhinga rufa
- مارگردن استرالیایی، Anhinga novaehollandiae